# Wayne Sobers
Wayne Sobers (sinh ngày 16 tháng 8 năm 1969) là một cầu thủ bóng đá người Barbados thi đấu cho Notre Dame, ở vị trí hậu vệ.

## Sự nghiệp
Sobers thi đấu cho đội tuyển quốc gia Barbados từ năm 1992 đến năm 2005, bao gồm 9 trận vòng loại giải vô địch bóng đá thế giới.